# Can-Am Cup 1972
La Can-Am Cup 1972 fu la 2ª edizione della manifestazione organizzata dalla Federazione internazionale sci.
In campo maschile lo statunitense Don Rowles si aggiudicò sia la classifica generale, sia quella di slalom gigante; il suo connazionale Rudd Pyles vinse quella di discesa libera, il canadese Dave Irwin e lo statunitense Steve Lathrop vinsero a pari merito quella di slalom speciale. Lo statunitense Lance Poulsen era il detentore uscente della Coppa generale.
In campo femminile la statunitense Cheryl Bechdolt si aggiudicò sia la classifica generale, sia quella di slalom gigante; le sue connazionali Stephanie Forrest e Penny Northrup vinsero rispettivamente quella di discesa libera e quella slalom speciale. La statunitense Karen Budge era la detentrice uscente della Coppa generale.

## Uomini

### Classifiche

#### Generale
| Pos. | Nome          | Nazione     |
| ---- | ------------- | ----------- |
| 1    | Don Rowles    | Stati Uniti |
| 2    | Steve Lathrop | Stati Uniti |
| 3    | ?             | ?           |
| 4    | Ken Corrock   | Stati Uniti |
| 5    | Rudd Pyles    | Stati Uniti |

#### Discesa libera
| Pos. | Nome       | Nazione     |
| ---- | ---------- | ----------- |
| 1    | Rudd Pyles | Stati Uniti |
| 2    | ?          | ?           |
| 3    | ?          | ?           |

#### Slalom gigante
| Pos. | Nome       | Nazione     |
| ---- | ---------- | ----------- |
| 1    | Don Rowles | Stati Uniti |
| 2    | ?          | ?           |
| 3    | ?          | ?           |

#### Slalom speciale
| Pos. | Nome          | Nazione     |
| ---- | ------------- | ----------- |
| 1    | Dave Irwin    | Canada      |
| 1    | Steve Lathrop | Stati Uniti |
| 3    | ?             | ?           |

## Donne

### Classifiche

#### Generale
| Pos. | Nome            | Nazione     |
| ---- | --------------- | ----------- |
| 1    | Cheryl Bechdolt | Stati Uniti |
| 2    | Penny Northrup  | Stati Uniti |
| 3    |                 |             |

#### Discesa libera
| Pos. | Nome              | Nazione     |
| ---- | ----------------- | ----------- |
| 1    | Stephanie Forrest | Stati Uniti |
| 2    | ?                 | ?           |
| 3    | ?                 | ?           |

#### Slalom gigante
| Pos. | Nome            | Nazione     |
| ---- | --------------- | ----------- |
| 1    | Cheryl Bechdolt | Stati Uniti |
| 2    | ?               | ?           |
| 3    | ?               | ?           |

#### Slalom speciale
| Pos. | Nome           | Nazione     |
| ---- | -------------- | ----------- |
| 1    | Penny Northrup | Stati Uniti |
| 2    | ?              | ?           |
| 3    | ?              | ?           |